# Kylänsaari (ö i Finland, Lappland)
Kylänsaari är en ö i Finland. Den ligger i Torne älv och i kommunen Pello i den ekonomiska regionen  Tornedalens ekonomiska region  och landskapet Lappland, i den norra delen av landet, 700 km norr om huvudstaden Helsingfors. Öns area är 40,9 hektar och dess största längd är 1,5 kilometer i sydväst-nordöstlig riktning.